# Beau Mirchoff

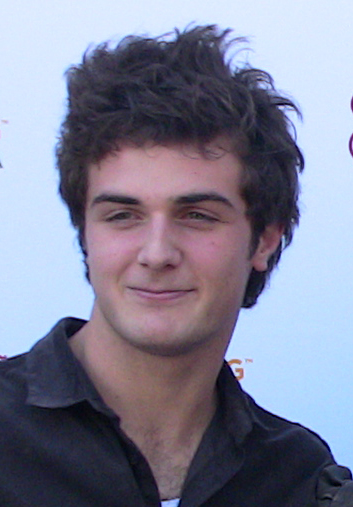
Beau Mirchoff (2010)

William Beau Mirchoff (* 13. Januar 1989 in Seattle, Washington) ist ein US-amerikanisch-kanadischer Schauspieler. Er hat in Filmen wie Scary Movie 4 und The Grudge 3 mitgespielt.

## Leben und Karriere
Beau Mirchoff wuchs mit seiner Familie in Victoria, British Columbia, Kanada auf. Sein Vater Bill ist Fußpfleger aus Kalifornien und seine Mutter Kelley ist eine in Seattle geborene Vollzeit-Hausfrau. Mirchoff hat einen älteren Bruder (* 1985) und eine jüngere Schwester (* 1992). Er besuchte die Mount Douglas Secondary School in Victoria.
Mirchoffs erste Rolle war das Stück Bubbly Stiltskin. Sein erster Spielfilm war eine Rolle in Scary Movie 4 (2006), er spielte die Rolle Robbie Ryans, des Sohns von Tom Ryan (Craig Bierko). In der CBC-Serie Heartland – Paradies für Pferde, die in Kanada gedreht wurde, spielte er in der ersten Staffel den wiederkehrenden Charakter Ben Stillman. Mirchoff spielte in der Fortsetzung des Horror-Films Der Fluch – The Grudge 3 (2009) die Rolle Andy. Gedreht wurde in Bulgarien.
In der sechsten Staffel der Serie Desperate Housewives spielte er den Danny Bolen. Von 2011 bis 2016 war er in der Rolle des Matty McKibben in der MTV-Serie Awkward – Mein sogenanntes Leben zu sehen. 2013 war er in der Rolle des Zauberers Dominic in dem Fernsehfilm Die Rückkehr der Zauberer vom Waverly Place neben Selena Gomez zu sehen.

## Filmografie (Auswahl)
- 2003, 2011: CSI: Miami (Fernsehserie, 2 Folgen)
- 2006: Scary Movie 4
- 2007: In the Land of Women
- 2007–2008: Heartland – Paradies für Pferde (Heartland, Fernsehserie, 6 Folgen)
- 2009: Der Fluch – The Grudge 3 (The Grudge 3)
- 2009–2010: Desperate Housewives (Fernsehserie, 18 Folgen)
- 2011: Ich bin Nummer Vier (I Am Number Four)
- 2011–2016: Awkward – Mein sogenanntes Leben (Awkward., Fernsehserie, 89 Folgen)
- 2012: CSI: Den Tätern auf der Spur (CSI: Crime Scene Investigation, Fernsehserie, Folge 12x17)
- 2013: Die Rückkehr der Zauberer vom Waverly Place (The Wizards Return: Alex vs. Alex, Fernsehfilm)
- 2014: Born to Race: Fast Track
- 2017: Flatliners
- 2018: The Fosters (Fernsehserie, Folgen 5x20–5x22)
- 2019: Now Apocalypse (Fernsehserie, 10 Folgen)
- 2019–2024: Good Trouble (Fernsehserie)
- 2021: Narcos: Mexico (Fernsehserie, 2 Folgen)
- 2022: Detective Knight: Rogue
- 2022: Detective Knight: Redemption